# Campeonato Europeu de Futebol de 2016 – Grupo C
O grupo C do Campeonato Europeu de Futebol de 2016, décima quinta edição desta competição organizada quadrienalmente pela União das Federações Europeias de Futebol (UEFA), reunirá as seleções da Alemanha, Ucrânia, Polónia e Irlanda do Norte.

## Classificação
| Pos | Equipe           | Pts | J | V | E | D | GP | GC | SG | Classificado          |
| --- | ---------------- | --- | - | - | - | - | -- | -- | -- | --------------------- |
| 1   | Alemanha         | 7   | 3 | 2 | 1 | 0 | 3  | 0  | +3 | Equipes classificadas |
| 2   | Polónia          | 7   | 3 | 2 | 1 | 0 | 2  | 0  | +2 | Equipes classificadas |
| 3   | Irlanda do Norte | 3   | 3 | 1 | 0 | 2 | 2  | 2  | 0  | 3º colocado           |
| 4   | Ucrânia          | 0   | 3 | 0 | 0 | 3 | 0  | 5  | −5 | Eliminado             |

1. 1 2  Empatado no confronto direto (Alemanha 0–0 Polônia). O saldo geral de gols foi usado como critério de desempate.

## Jogos

### Primeira rodada

#### Polônia vs Irlanda do Norte
| 12 de junho | Polónia   | 1 – 0     | Irlanda do Norte | Allianz Riviera, Nice                       |
| 18:00       | Milik 51' | Relatório |                  | Público: 33 742 Árbitro: ROU Ovidiu Hațegan |

| Cores do Time · Cores do Time · Cores do Time · Cores do Time · Cores do Time | Polônia | Irl. do Norte | Cores do Time · Cores do Time · Cores do Time · Cores do Time · Cores do Time |

| POLÔNIA:       |    |                      |     |     |
|                |    |                      |     |     |
| G              | 1  | Wojciech Szczęsny    |     |     |
| LD             | 20 | Łukasz Piszczek      | 89' |     |
| Z              | 15 | Kamil Glik           |     |     |
| Z              | 2  | Michał Pazdan        |     |     |
| LE             | 3  | Artur Jędrzejczyk    |     |     |
| M              | 16 | Jakub Błaszczykowski |     | 80' |
| M              | 10 | Grzegorz Krychowiak  |     |     |
| M              | 5  | Krzysztof Mączyński  |     | 78' |
| M              | 21 | Bartosz Kapustka     | 65' | 88' |
| M              | 7  | Arkadiusz Milik      |     |     |
| A              | 9  | Robert Lewandowski   |     |     |
| Substituições: |    |                      |     |     |
| M              | 6  | Tomasz Jodłowiec     |     | 78' |
| M              | 11 | Kamil Grosicki       |     | 80' |
| M              | 17 | Sławomir Peszko      |     | 88' |
| Treinador:     |    |                      |     |     |
| Adam Nawałka   |    |                      |     |     |

| IRLANDA DO NORTE: |    |                  |     |     |
|                   |    |                  |     |     |
| G                 | 1  | Michael McGovern |     |     |
| LD                | 2  | Conor McLaughlin |     |     |
| Z                 | 20 | Craig Cathcart   | 69' |     |
| Z                 | 5  | Jonny Evans      |     |     |
| LE                | 4  | Gareth McAuley   |     |     |
| M                 | 17 | Paddy McNair     |     | 46' |
| M                 | 3  | Shane Ferguson   |     | 66' |
| M                 | 16 | Oliver Norwood   |     |     |
| M                 | 8  | Steven Davis     |     |     |
| M                 | 6  | Chris Baird      |     | 76' |
| A                 | 10 | Kyle Lafferty    |     |     |
| Substituições:    |    |                  |     |     |
| M                 | 14 | Stuart Dallas    |     | 46' |
| A                 | 11 | Conor Washington |     | 66' |
| M                 | 19 | Jamie Ward       |     | 76' |
| Treinador:        |    |                  |     |     |
| Michael O'Neill   |    |                  |     |     |

Homem do jogo:

 Grzegorz Krychowiak

#### Alemanha vs Ucrânia
| 12 de junho | Alemanha                           | 2 – 0     | Ucrânia | Stade Pierre-Mauroy, Lille                   |
| 21:00       | Mustafi 19' · Schweinsteiger 90+2' | Relatório |         | Público: 43 035 Árbitro: ENG Martin Atkinson |

| Cores do Time · Cores do Time · Cores do Time · Cores do Time · Cores do Time | Alemanha | Ucrânia | Cores do Time · Cores do Time · Cores do Time · Cores do Time · Cores do Time |

| ALEMANHA:      |    |                        |  |     |
|                |    |                        |  |     |
| G              | 1  | Manuel Neuer           |  |     |
| LD             | 4  | Benedikt Höwedes       |  |     |
| Z              | 17 | Jérôme Boateng         |  |     |
| Z              | 2  | Shkodran Mustafi       |  |     |
| LE             | 3  | Jonas Hector           |  |     |
| M              | 6  | Sami Khedira           |  |     |
| M              | 18 | Toni Kroos             |  |     |
| M              | 13 | Thomas Müller          |  |     |
| M              | 8  | Mesut Özil             |  |     |
| M              | 11 | Julian Draxler         |  | 78' |
| A              | 19 | Mario Götze            |  | 90' |
| Substituições: |    |                        |  |     |
| M              | 9  | André Schürrle         |  | 78' |
| M              | 7  | Bastian Schweinsteiger |  | 90' |
| Treinador:     |    |                        |  |     |
| Joachim Löw    |    |                        |  |     |

| UCRÂNIA:         |    |                     |     |     |
|                  |    |                     |     |     |
| G                | 12 | Andriy Pyatov       |     |     |
| LD               | 17 | Artem Fedetskyi     |     |     |
| Z                | 3  | Yevhen Khacheridi   |     |     |
| Z                | 20 | Yaroslav Rakitskiy  |     |     |
| LE               | 13 | Vyacheslav Shevchuk |     |     |
| M                | 16 | Serhiy Sydorchuk    |     |     |
| M                | 6  | Taras Stepanenko    |     |     |
| M                | 7  | Andriy Yarmolenko   |     |     |
| M                | 9  | Viktor Kovalenko    |     | 73' |
| M                | 10 | Yevhen Konoplyanka  | 68' |     |
| A                | 8  | Roman Zozulya       |     | 66' |
| Substituições:   |    |                     |     |     |
| A                | 11 | Yevhen Seleznyov    |     | 66' |
| M                | 21 | Oleksandr Zinchenko |     | 73' |
| Treinador:       |    |                     |     |     |
| Mykhaylo Fomenko |    |                     |     |     |

Homem do jogo:

 Toni Kroos

### Segunda rodada

#### Ucrânia vs Irlanda do Norte
| 16 de junho | Ucrânia | 0 – 2     | Irlanda do Norte                  | Parc Olympique Lyonnais, Lyon               |
| 18:00       |         | Relatório | Gareth McAuley 49' · McGinn 90+6' | Público: 51 043 Árbitro: CZE Pavel Královec |

| Cores do Time · Cores do Time · Cores do Time · Cores do Time · Cores do Time | Ucrânia | Irl. do Norte | Cores do Time · Cores do Time · Cores do Time · Cores do Time · Cores do Time |

| UCRÂNIA:         |    |                     |     |     |
|                  |    |                     |     |     |
| G                | 12 | Andriy Pyatov       |     |     |
| LD               | 17 | Artem Fedetskyi     |     |     |
| Z                | 3  | Yevhen Khacheridi   |     |     |
| Z                | 20 | Yaroslav Rakitskiy  |     |     |
| LE               | 13 | Vyacheslav Shevchuk |     |     |
| M                | 16 | Serhiy Sydorchuk    | 67' | 76' |
| M                | 6  | Taras Stepanenko    |     |     |
| A                | 7  | Andriy Yarmolenko   |     |     |
| M                | 9  | Viktor Kovalenko    |     | 83' |
| A                | 10 | Yevhen Konoplyanka  |     |     |
| A                | 11 | Yevhen Seleznyov    | 40' | 71' |
| Substituições:   |    |                     |     |     |
| A                | 8  | Roman Zozulya       |     | 71' |
| M                | 19 | Denys Harmash       |     | 76' |
| M                | 21 | Oleksandr Zinchenko |     | 83' |
| Treinador:       |    |                     |     |     |
| Mykhaylo Fomenko |    |                     |     |     |

| IRLANDA DO NORTE: |    |                  |       |       |
|                   |    |                  |       |       |
| G                 | 1  | Michael McGovern |       |       |
| LD                | 18 | Aaron Hughes     |       |       |
| Z                 | 20 | Craig Cathcart   |       |       |
| Z                 | 4  | Gareth McAuley   |       |       |
| LE                | 5  | Jonny Evans      | 90+4' |       |
| M                 | 19 | Jamie Ward       | 63'   | 69'   |
| M                 | 13 | Corry Evans      |       | 90+3' |
| M                 | 8  | Steven Davis     |       |       |
| M                 | 16 | Oliver Norwood   |       |       |
| M                 | 14 | Stuart Dallas    | 87'   |       |
| A                 | 11 | Conor Washington |       | 84'   |
| Substituições:    |    |                  |       |       |
| M                 | 7  | Niall McGinn     |       | 69'   |
| A                 | 21 | Josh Magennis    |       | 84'   |
| Z                 | 17 | Paddy McNair     |       | 90+3' |
| Treinador:        |    |                  |       |       |
| Michael O'Neill   |    |                  |       |       |

Homem do jogo:

 Gareth McAuley

#### Alemanha vs Polônia
| 16 de junho | Alemanha | 0 – 0     | Polónia | Stade de France, Saint-Denis               |
| 21:00       |          | Relatório |         | Público: 73 648 Árbitro: NED Björn Kuipers |

| Cores do Time · Cores do Time · Cores do Time · Cores do Time · Cores do Time | Alemanha | Polônia | Cores do Time · Cores do Time · Cores do Time · Cores do Time · Cores do Time |

| ALEMANHA:      |    |                  |     |     |
|                |    |                  |     |     |
| G              | 1  | Manuel Neuer     |     |     |
| LD             | 4  | Benedikt Höwedes |     |     |
| Z              | 17 | Jérôme Boateng   | 67' |     |
| Z              | 5  | Mats Hummels     |     |     |
| LE             | 3  | Jonas Hector     |     |     |
| M              | 18 | Toni Kroos       |     |     |
| M              | 6  | Sami Khedira     | 3'  |     |
| A              | 13 | Thomas Müller    |     |     |
| M              | 8  | Mesut Özil       | 34' |     |
| A              | 11 | Julian Draxler   |     | 71' |
| A              | 19 | Mario Götze      |     | 66' |
| Substituições: |    |                  |     |     |
| M              | 9  | André Schürrle   |     | 66' |
| A              | 23 | Mario Gómez      |     | 71' |
| Treinador:     |    |                  |     |     |
| Joachim Löw    |    |                  |     |     |

| POLÔNIA:       |    |                      |       |     |
|                |    |                      |       |     |
| G              | 22 | Łukasz Fabiański     |       |     |
| LD             | 20 | Łukasz Piszczek      |       |     |
| Z              | 15 | Kamil Glik           |       |     |
| Z              | 2  | Michał Pazdan        |       |     |
| LE             | 3  | Artur Jędrzejczyk    |       |     |
| M              | 10 | Grzegorz Krychowiak  |       |     |
| M              | 5  | Krzysztof Mączyński  | 45'   | 76' |
| M              | 16 | Jakub Błaszczykowski |       | 80' |
| M              | 11 | Kamil Grosicki       | 55'   | 87' |
| A              | 7  | Arkadiusz Milik      |       |     |
| A              | 9  | Robert Lewandowski   |       |     |
| Substituições: |    |                      |       |     |
| M              | 6  | Tomasz Jodłowiec     |       | 76' |
| M              | 21 | Bartosz Kapustka     |       | 80' |
| M              | 17 | Sławomir Peszko      | 90+3' | 87' |
| Treinador:     |    |                      |       |     |
| Adam Nawałka   |    |                      |       |     |

Homem do jogo:

 Jérôme Boateng

### Terceira rodada

#### Ucrânia vs Polônia
| 21 de junho | Ucrânia | 0 – 1     | Polónia            | Stade Vélodrome, Marselha                      |
| 18:00       |         | Relatório | Błaszczykowski 54' | Público: 58 874 Árbitro: NOR Svein Oddvar Moen |

| Cores do Time · Cores do Time · Cores do Time · Cores do Time · Cores do Time | Ucrânia | Polônia | Cores do Time · Cores do Time · Cores do Time · Cores do Time · Cores do Time |

| G                | 12 | Andriy Pyatov       |     |       |
| LD               | 17 | Artem Fedetskyi     |     |       |
| Z                | 3  | Yevhen Khacheridi   |     |       |
| Z                | 5  | Oleksandr Kucher    | 38' |       |
| LE               | 2  | Bohdan Butko        |     |       |
| M                | 14 | Ruslan Rotan        | 25' |       |
| M                | 6  | Taras Stepanenko    |     |       |
| M                | 7  | Andriy Yarmolenko   |     |       |
| M                | 21 | Oleksandr Zinchenko |     | 73'   |
| M                | 10 | Yevhen Konoplyanka  |     |       |
| A                | 8  | Roman Zozulya       |     | 90+2' |
| Substituições:   |    |                     |     |       |
| M                | 9  | Viktor Kovalenko    |     | 73'   |
| M                | 4  | Anatoliy Tymoshchuk |     | 90+2' |
| Treinador:       |    |                     |     |       |
| Mykhaylo Fomenko |    |                     |     |       |

| G              | 22 | Łukasz Fabiański     |     |       |
| LD             | 4  | Thiago Cionek        |     |       |
| Z              | 15 | Kamil Glik           |     |       |
| Z              | 2  | Michał Pazdan        |     |       |
| LE             | 3  | Artur Jędrzejczyk    |     |       |
| M              | 6  | Tomasz Jodłowiec     |     |       |
| M              | 10 | Grzegorz Krychowiak  |     |       |
| M              | 19 | Piotr Zieliński      |     | 46'   |
| M              | 21 | Bartosz Kapustka     | 60' | 71'   |
| A              | 7  | Arkadiusz Milik      |     | 90+3' |
| A              | 9  | Robert Lewandowski   |     |       |
| Substituições: |    |                      |     |       |
| M              | 16 | Jakub Błaszczykowski |     | 46'   |
| M              | 11 | Kamil Grosicki       |     | 71'   |
| M              | 23 | Filip Starzyński     |     | 90+3' |
| Treinador:     |    |                      |     |       |
| Adam Nawałka   |    |                      |     |       |

Homem do jogo:

 Ruslan Rotan

#### Irlanda do Norte vs Alemanha
| 21 de junho | Irlanda do Norte | 0 – 1     | Alemanha  | Parc des Princes, Paris                     |
| 18:00       |                  | Relatório | Gómez 30' | Público: 44 125 Árbitro: FRA Clément Turpin |

| Cores do Time · Cores do Time · Cores do Time · Cores do Time · Cores do Time | Irl. do Norte | Alemanha | Cores do Time · Cores do Time · Cores do Time · Cores do Time · Cores do Time |

| G               | 1  | Michael McGovern |  |     |
| LD              | 18 | Aaron Hughes     |  |     |
| Z               | 4  | Gareth McAuley   |  |     |
| Z               | 20 | Craig Cathcart   |  |     |
| LE              | 5  | Jonny Evans      |  |     |
| V               | 8  | Steven Davis     |  |     |
| M               | 13 | Corry Evans      |  | 84' |
| M               | 16 | Oliver Norwood   |  |     |
| M               | 19 | Jamie Ward       |  | 70' |
| M               | 14 | Stuart Dallas    |  |     |
| A               | 11 | Conor Washington |  | 59' |
| Substituições:  |    |                  |  |     |
| A               | 10 | Kyle Lafferty    |  | 59' |
| A               | 21 | Josh Magennis    |  | 70' |
| M               | 7  | Niall McGinn     |  | 84' |
| Treinador:      |    |                  |  |     |
| Michael O'Neill |    |                  |  |     |

| G              | 1  | Manuel Neuer           |  |     |
| LD             | 21 | Joshua Kimmich         |  |     |
| Z              | 17 | Jérôme Boateng         |  | 76' |
| Z              | 5  | Mats Hummels           |  |     |
| LE             | 3  | Jonas Hector           |  |     |
| M              | 6  | Sami Khedira           |  | 69' |
| M              | 18 | Toni Kroos             |  |     |
| M              | 8  | Mesut Özil             |  |     |
| M              | 13 | Thomas Müller          |  |     |
| M              | 19 | Mario Götze            |  | 55' |
| A              | 23 | Mario Gómez            |  |     |
| Substituições: |    |                        |  |     |
| M              | 9  | André Schürrle         |  | 55' |
| M              | 7  | Bastian Schweinsteiger |  | 69' |
| Z              | 4  | Benedikt Höwedes       |  | 76' |
| Treinador:     |    |                        |  |     |
| Joachim Löw    |    |                        |  |     |

Homem do jogo:

 Mesut Özil